# Guoyang
Guoyang, även romaniserat som Woyang, är ett härad i staden Bozhou i provinsen Anhui i östra Kina.
Häradet är indelat i två stadsdelsdistrikt, 21 köpingar, och en administrativ enhet på sockennivå.
Stadsdelsdistrikt (jiedao):

- Chengguan (城关街道)
- Xingyuan (星园街道)

Köpingar (zhen):

- Biaoli (标里镇)
- Caoshi (曹市镇)
- Chenda (陈大镇)
- Chudian (楚店镇)
- Dancheng (丹城镇)
- Dianji (店集镇)
- Gaogong (高公镇)
- Gaolu (高炉镇)
- Gongjisi (公吉寺镇)
- Huagou (花沟镇)
- Linhu (临湖镇)
- Longshan (龙山镇)
- Madianji (马店集镇)
- Paifang (牌坊镇)
- Qingding (青町镇)
- Shigong (石弓镇)
- Wonan (涡南镇)
- Xinxing (新兴镇)
- Xiyang (西阳镇)
- Yimen (义门镇)
- Zhabei (闸北镇)

Områden på sockennivå:

- Danji Linchang (skogsbruk) (单集林场)